# إيفاندو
إيفاندو سبيناسي كاميلاتو (بالبرتغالية: Evando Spinassé Camillato‏) الشهير باسم إيفاندو (ولد في 7 مارس 1977 في تيموتيو) هو لاعب كرة قدم برازيلي متقاعد لعب كمهاجم وحاليا مساعد مدرب نادي أفاي لكرة القدم.
بدأ إيفاندو مسيرته الكروية مع نادي فيتوريا في الدرجة الأولى. في يوليو 1998 انتقل إلى فيتوريا دي غيماريش في الدوري البرتغالي الممتاز.